# Flüchtlingslager Vučjak
Das Flüchtlingslager Vučjak war ein im Sommer 2019 errichtetes Flüchtlingslager auf dem Gebiet der Gemeinde Bihać im Kanton Una-Sana im Nordwesten von Bosnien und Herzegowina. Das Lager befand sich auf dem Gelände einer ehemaligen Deponie nahe der Ortschaft Vučjak am Fuß des Bergrückens Plješevica, etwa fünf Kilometer Luftlinie von der kroatischen Grenze (und damit der EU-Außengrenze) entfernt. Im Oktober 2019 befanden sich hier etwa 800 männliche Bewohner.
Anfang Dezember 2019 kam es zum Hungerstreik von etwa 600 Flüchtlingen. Als Abgesandte des Europarates hatte Dunja Mijatović das Lager besucht und am 6. Dezember 2019 die Schließung verlangt.
Auch Ärzte ohne Grenzen hatte die Schließung des Lagers gefordert, die am 10. Dezember 2019 begann. Die Bewohner sollen in eine ehemalige Kaserne bei Sarajevo gebracht werden. Mehrere hatten aber vor der Schließung ihre Rückkehr für den Fall einer Verlegung angekündigt, um weiterhin nahe der Grenze kampieren zu können.